# Hospital Público General de Agudos San Bernardo
El Hospital San Bernardo es un hospital público de la ciudad de Salta (Argentina).

## Historia
El Hospital San Bernardo es el centro asistencial más importante de la provincia de Salta. Fue inaugurado el 20 de febrero de 1960 como Hospital Público General de Agudos.
A partir del 1 de septiembre de 1999 funciona como hospital público descentralizado de autogestión.

## Especialidades
- Anestesiología
- Bioquímica Clínica
- Cardiología
- Cirugía general
- Clínica médica
- Enfermería en cuidados críticos de personas adultas
- Gastroenterología
- Ginecología con orientación oncológica
- Hematología
- Medicina general y/o familiar
- Neurocirugía
- Neurología
- Nutrición
- Odontología General
- Ortopedia y traumatología
- Terapia intensiva
- Tocoginecología